# Bill Le Sage
William A. „Bill“ Le Sage (* 20. Januar 1927 in London; † 31. Oktober 2001 ebenda) war ein britischer Jazz-Pianist, Vibraphonist, Arrangeur und Komponist.

## Leben und Wirken
Bill LeSage war Autodidakt; er arbeitete zunächst in verschiedenen kleinen Combos und wurde dann Mitglied von Gerald Brights Formation Geraldo's Navy und spielte auf dem Transatlantik-Schiff Queen Mary, mit der er nach New York City gelangte, wo er mit Lennie Tristano arbeitete.
1950 war er Gründungsmitglied von John Dankworths Formation „Dankworth Seven“, die bis 1953 bestand, aber später immer wieder Re-Unions erlebte. In ihr spielten außerdem der Bassist Eric Dawson, Schlagzeuger Tony Kinsey, Trompeter Jimmy Deuchar, Posaunist Eddie Harvey und Tenorsaxophonist Don Rendell. Le Sage arbeitete auch in John Dankworths Big Band. 1954 wechselte er zur Band des Schlagzeugers Tony Kinsey, bei dem er bis 1961 blieb. Danach wurde er Co-Leader verschiedener Formationen, die er bis 1966 mit dem Saxophonisten Ronnie Ross leitete. In dieser Zeit spielte Le Sage außerdem mit Kenny Bakers Dozen und fing an Musik für Film- und Fernsehproduktionen zu komponieren.
In den 1960er Jahren arbeitete er auch mit Jack Parnells Orchester, der Chris Barber Band, mit Harold McNair und eigenen Formationen, wie Directions in Jazz, in der auch vier Cellisten spielten. Außerdem begleitete er US-amerikanische Musiker wie Benny Goodman, Dizzy Gillespie und Ben Webster.
1969 gründete er das Bebop Preservation Society Quintet, in dem auch der Saxophonist Peter King und der Trompeter Hank Shaw spielten, später der Trompeter Steve Waterman und der Altsaxophonist Gilad Atzmon.
In den 1970er/80er Jahren arbeitete Le Sage außerdem in der Charlie Watts Big Band, mit Johnny Scott, in Barbara Thompsons Formation Jubiaba, mt den Saxophonisten Dick Morrissey, Spike Robinson, Jimmy Hastings, Art Themen und Andy Panayi, in den 1990er Jahren noch mit der Sängerin Barbara Jay. Kurz vor seinem Tod entstanden noch die drei Alben The Right Vibes, The Right Vibes: Final und Confirmation.

## Diskographische Hinweise
- Presenting The Bill Le Sage - Ronnie Ross Quartet (April 1963)  Le Sage (Piano, Vibraphon); Ross (Baritonsaxophon); Spike Heatley (Bass); Allan Ganley (Schlagzeug)
- Cleopatra's Needle (1968)  Ronnie Ross,  Spike Heatley,  Art Elefsen (Tenorsaxophon), Les Condon (Trompete); Bill Le Sage; Tony Carr (Schlagzeug).
- Live at the Bull - Tribute Vols. 1-2 (2007) mit Dick Morrissey, Spike Robinson, Bill Le Sage, Bill Eyden und Alec Dankworth. (Liveaufnahmen aus The Bull's Head, London, 1987 und 1988)
- The Right Vibes (Mainstem, 2000) mit Alec Dankworth
- Confirmation (Marbil, 2001)